# Eurhythma
Eurhythma là một chi bướm đêm thuộc họ Crambidae.